# 荘順帝姫
荘順帝姫（そうじゅんていき）は、北宋の仁宗の三女。

## 経歴
清河郡君張氏（後に修媛・貴妃・温成皇后となった）の長女として生まれた。荘定帝姫と荘慎帝姫趙幼悟の同母姉である。
宝元3年（1040年）に生まれた。慶暦2年5月1日（1042年5月28日）、安寿公主に封ぜられたが、5日後（6月2日）に死去した。仁宗は深く悼んだ。唐国公主の位を追贈された。
嘉祐4年（1059年）12月に漢国公主の位を再追贈された。治平元年（1064年）6月、再従兄の英宗から魏国長公主の位を再追贈された。元符3年（1100年）3月、徽宗から鄧国大長公主の位を再追贈された。政和4年（1114年）12月、荘順大長帝姫の位を再追贈された。

## 伝記資料
- 『宋史』
- 『宋会要輯稿』